# Frankfurter Judengasse

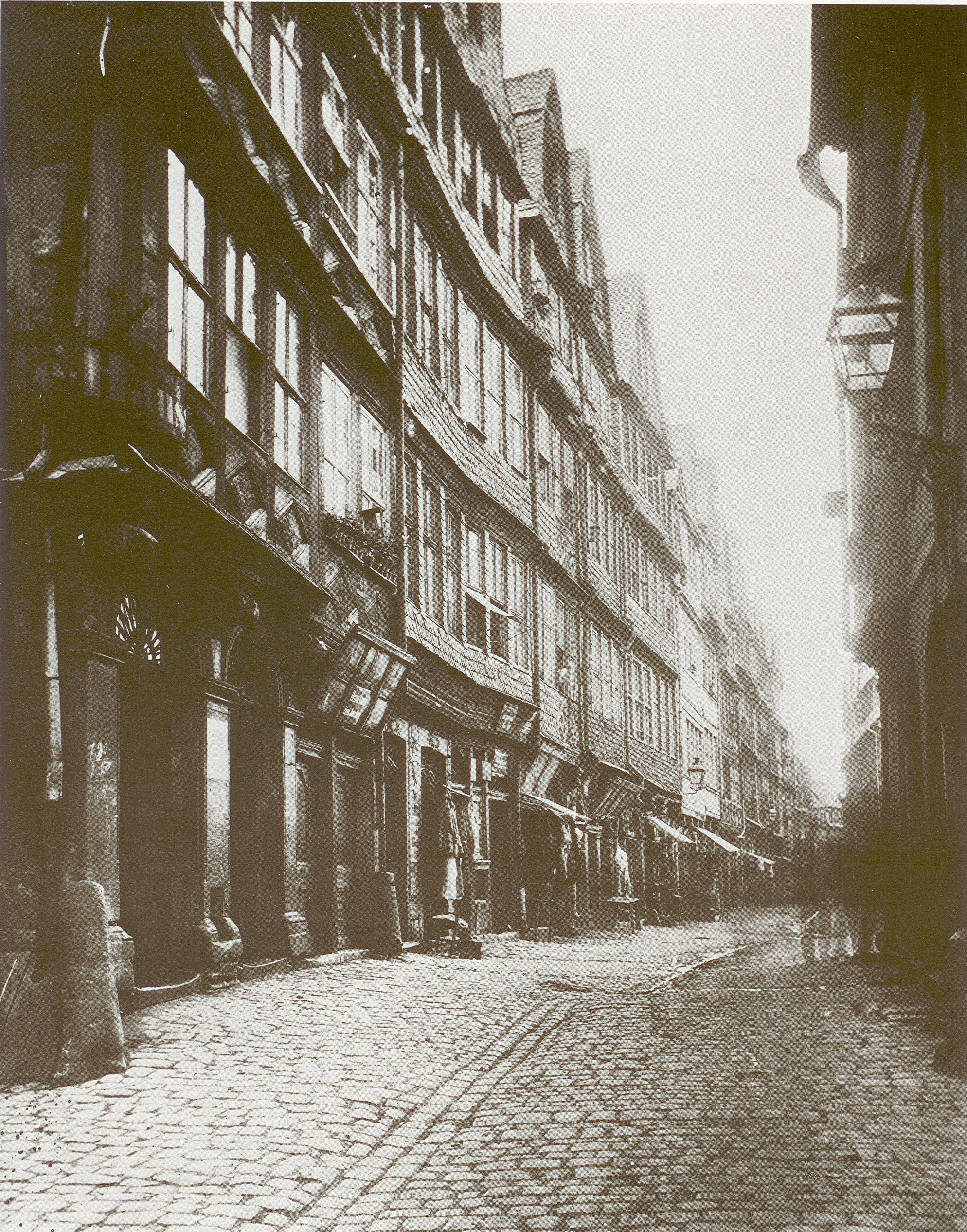
Frankfurter Judengasse um 1868

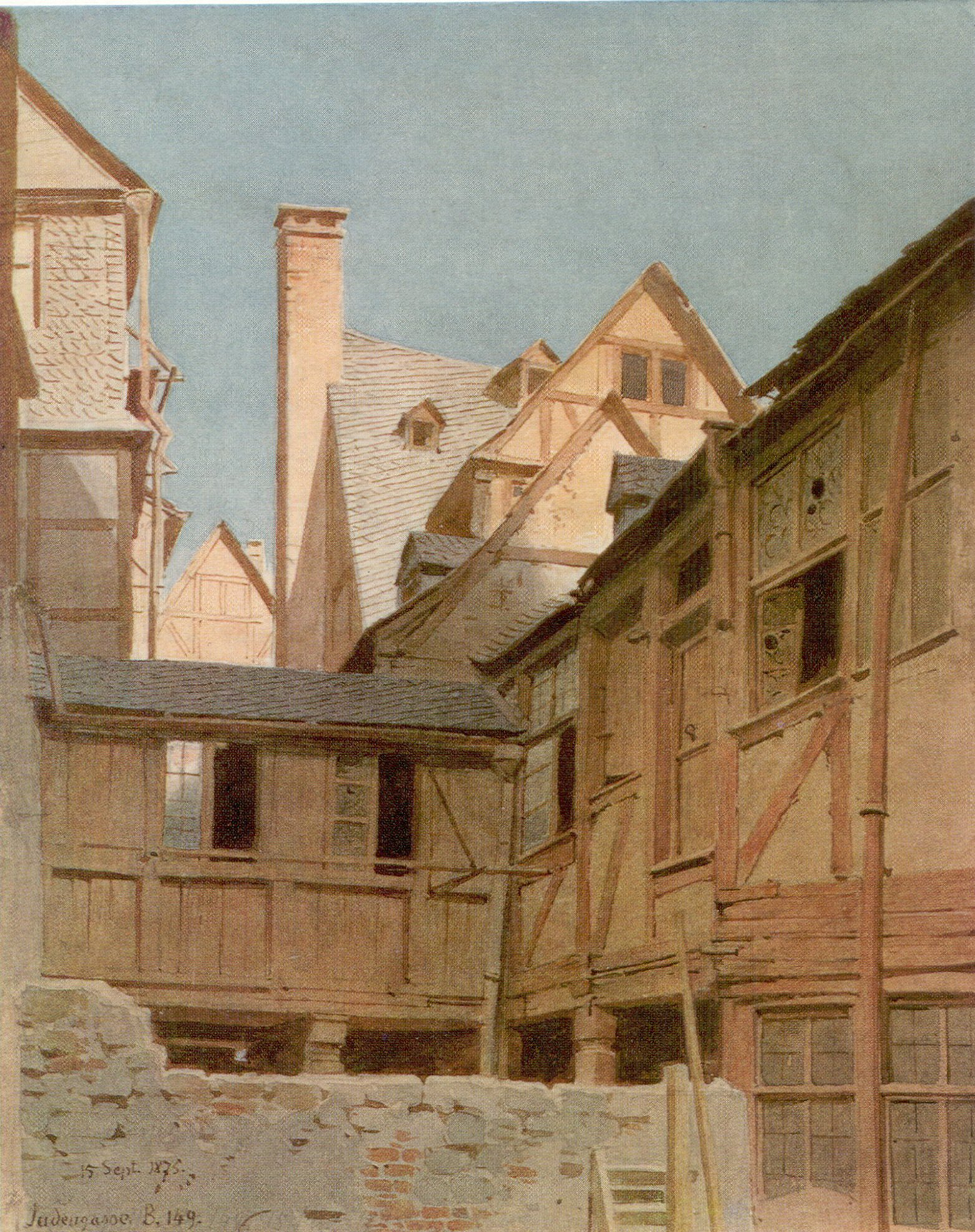
Judengasse, Carl Theodor Reiffenstein, 1875

Die Frankfurter Judengasse war von 1462 bis 1796 das jüdische Ghetto in Frankfurt am Main. Es war das erste und eines der letzten seiner Art in Deutschland vor der Epoche der Emanzipation im 19. und Anfang des 20. Jahrhunderts. In der frühen Neuzeit lebte hier die größte jüdische Gemeinde Deutschlands.
Nach der Aufhebung des Ghettozwangs wurde die Judengasse ein Armenviertel. Ab Mitte des 19. Jahrhunderts wurden fast alle Häuser abgerissen. Die an ihrer Stelle angelegte Börnestraße blieb ein Zentrum jüdischen Lebens in Frankfurt, da sich hier die liberale Hauptsynagoge und die orthodoxe Börneplatzsynagoge befanden.
Nach den Zerstörungen des Zweiten Weltkriegs ist die Straße im heutigen Straßenbild Frankfurts kaum noch erkennbar. Der Verlauf der heutigen Straße An der Staufenmauer entspricht in etwa ihrem nordwestlichen Ende. Beim Bau eines Verwaltungsgebäudes wurden 1987 Reste der alten Judengasse entdeckt. Teile davon wurden nach langer öffentlicher Debatte als Museum Judengasse in den Neubau integriert.

## Lage

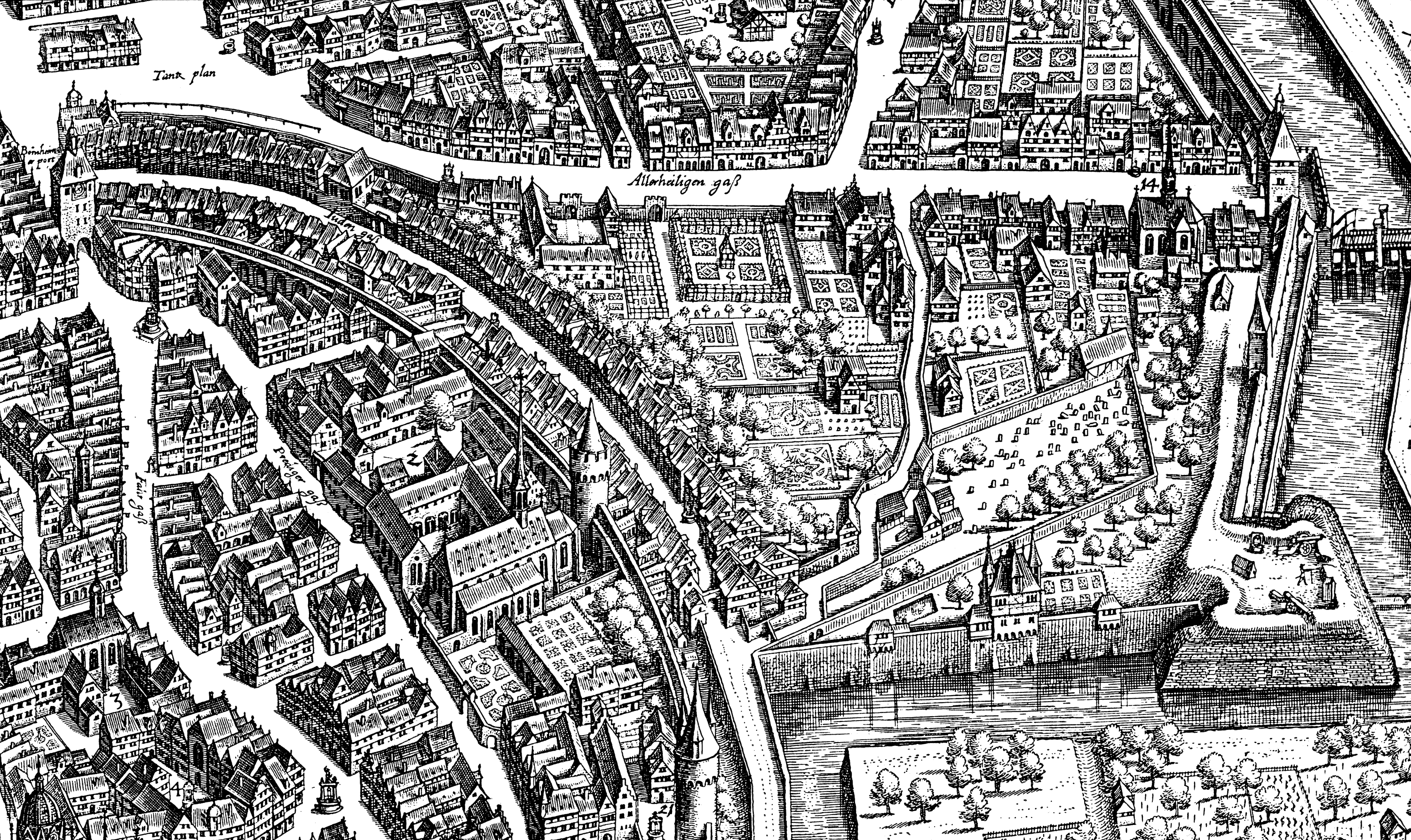
Die bogenförmige Judengasse auf einer Stadtansicht von Matthäus Merian aus dem Jahr 1628. Der Platz am südlichen Ende ist der Judenmarkt. Rechts der Friedhof.

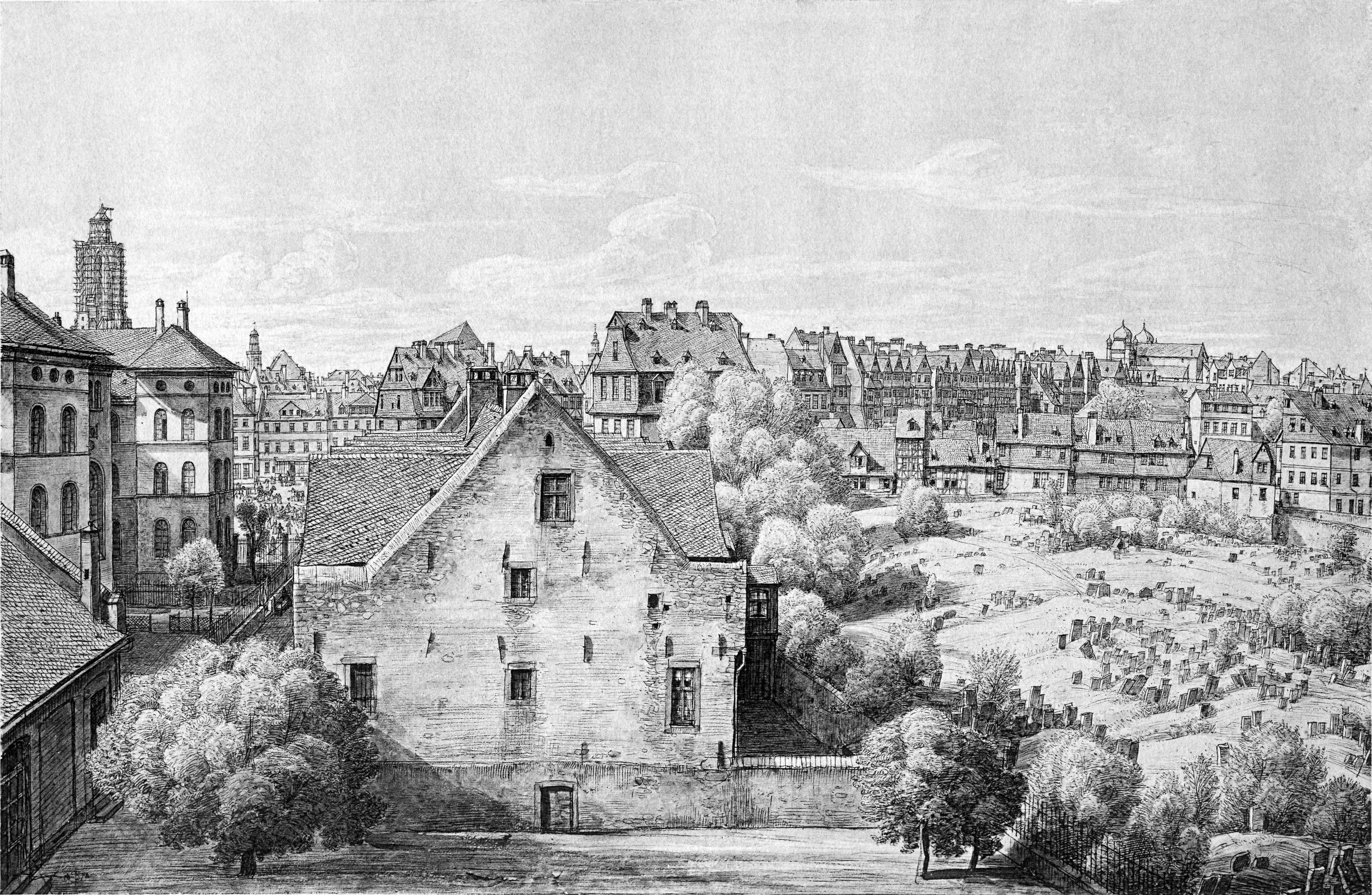
Der alte jüdischer Friedhof, 1872, Blick nach Westen. An der Westseite des Friedhofs sind im Hintergrund die hohen, schmalen Gebäude der Judengasse erkennbar. Der Judenmarkt lag hinter dem Gebäude am linken Bildrand.

Die Judengasse lag östlich der Staufenmauer, die die Frankfurter Altstadt von der nach 1333 entstandenen Neustadt trennte. Nur wenig mehr als drei Meter breit und etwa 330 Meter lang, beschrieb sie einen Bogen, der ungefähr von der Konstablerwache bis zum Börneplatz, dem früheren Judenmarkt reichte. Sie war rundum von Mauern umschlossen und nur über drei Tore zugänglich.
Der Judenmarkt am südlichen Ende der Gasse war vom 16. bis 19. Jahrhundert ein Zentrum des jüdischen Lebens in Frankfurt am Main. Ab Ende des 18. Jahrhunderts wurde er erheblich erweitert, 1885 wurde er in Börneplatz und 1935 von den Nationalsozialisten in Dominikanerplatz umbenannt. Seit 1978 heißt er wieder Börneplatz nach dem jüdischen Schriftsteller Ludwig Börne.
Nordöstlich des Judenmarkts lag der jüdische Friedhof. Die Friedhofspforte befand sich über Jahrhunderte an der südwestlichen Umfriedung des Friedhofs. Sie war vom Judenmarkt aus auf kürzestem Weg erreichbar.

## Bebauung
Das Areal des Ghettos war ursprünglich für 15 Familien mit etwas mehr als 100 Mitgliedern geplant. Die Häuser wurden zunächst nur auf der Ostseite der Straße gebaut. 1536 waren es 58 Häuser. Ab der zweiten Hälfte des 16. Jahrhunderts kamen immer mehr Häuser dazu, vor allem auf der Westseite: 1612 gab es insgesamt 195 Häuser, davon 111 auf der Westseite und 84 auf der Ostseite; 1711 waren es 207 Häuser, davon 115 auf der Westseite und 92 auf der Ostseite.
Da der Frankfurter Magistrat jahrhundertelang eine Erweiterung des Ghettos ablehnte, lebten am Ende des 18. Jahrhunderts rund 3000 Menschen dort. Nicht weniger als 195 Häuser und Hinterhäuser bildeten je zwei doppelte Gebäudezeilen zu beiden Seiten der Gasse. Sie galt damit als das am dichtesten besiedelte Gebiet Europas und wurde beispielsweise von Johann Wolfgang von Goethe, Heinrich Heine und Ludwig Börne als äußerst beengt und düster beschrieben. Aufgrund der engen Bebauung wurde die Judengasse allein im 18. Jahrhundert dreimal durch Feuersbrünste zerstört: 1711 (Großer Judenbrand), 1721 (siehe unten) und 1796 (siehe unten).

## Die Frankfurter Juden vor der Ghettoisierung
Juden gehörten wahrscheinlich bereits zu den ersten Bewohnern Frankfurts. Ihre erste urkundliche Erwähnung stammt vom 18. Januar 1074, als Heinrich IV. den Bürgern und Juden von Frankfurt, Worms und anderen Orten bestimmte Privilegien gewährte, etwa die Befreiung von Zollgebühren. Achtzig Jahre später allerdings erwähnte der Mainzer Rabbi Elieser ben Nathan in der Handschrift Ewen ha-Eser, die „Orte, wo keine Judengesellschaft lebt, wie dies in Frankfurt und sonst der Fall ist“. Grotefend betont, dass diese Aussage gerade die Nicht-Existenz einer Judengemeinde belegt und nicht, wie bis dahin fälschlicherweise angenommen, deren Existenz. In den folgenden 90 Jahren müssen sich aber wieder Juden in Frankfurt angesiedelt haben, da die sogenannte „Judenschlacht“ von 1241 durch zwei jüdische und eine christliche Quelle belegt ist.
Bis zum Spätmittelalter lebten die Frankfurter Juden in der heutigen Altstadt, im Wesentlichen zwischen Kaiserdom St. Bartholomäus, Fahrgasse und Main. In diesem Viertel, einer der besten Gegenden der Stadt, spielte sich auch das politische Leben ab. Hier befanden sich das Rathaus, die Münze, die Zunfthäuser der Färber und der Lohgerber – das Komphaus und der Loher- oder Lower-Hof – sowie ein Hof des Erzbischofs von Mainz.
Die Juden durften sich überall in Frankfurt niederlassen und genossen damit größere Bewegungsfreiheit als in anderen Städten des Reichs. Umgekehrt lebten auch viele Nichtjuden im Judenviertel. Dessen nördliche Häuser gehörten dem Domstift. Obwohl es Synodalbeschlüsse gab, nach denen kein Jude in einem der Kirche gehörenden Haus oder in der Nähe eines christlichen Friedhofes wohnen sollte, überließ das Bartholomäusstift die Häuser den Juden gegen hohe Kautionen zur Miete.

### Die „Judenschlacht“ von 1241
Im Mai 1241 fielen die meisten Frankfurter Juden einem Pogrom zum Opfer, dem nur wenige durch Annahme der Taufe entgingen. Die wenigen erhaltenen Quellen aus dieser Zeit ergeben ein nur unvollständiges Bild des als „Erste Frankfurter Judenschlacht“ bezeichneten Massakers. 

### Die Vernichtung der jüdischen Gemeinde 1349
Im 14. Jahrhundert erreichte Frankfurt unter den Kaisern Ludwig dem Bayern und Karl IV. die Anerkennung als Freie Reichsstadt. Die Regierungsgewalt hatte nun der von Patriziern dominierte Rat inne.
Um die Mitte des 14. Jahrhunderts kam es erneut zu Gewaltakten gegen die Frankfurter Juden. Kaiser Ludwig zog verschiedene Mitglieder der Gemeinde wegen angeblicher Verbrechen vor Gericht. Die Juden gerieten in Panik und eine Anzahl von ihnen floh aus der Stadt. Dem Kaiser entgingen damit Einkünfte, die ihm das Judenregal, das Herrschaftsrecht über die Juden, bis dahin gesichert hatte. Er hielt sich schadlos, indem er Häuser und Besitzungen der geflohenen Juden einziehen und an die Stadt Frankfurt verkaufen ließ. Rückkehrer durften nach dem Willen des Kaisers mit dem Frankfurter Rat über den Preis für die Rückgabe ihres konfiszierten Eigentums verhandeln. Von dieser Möglichkeit machten einige zuvor geflohene Juden Gebrauch.
Im Juni 1349 verpfändete der römisch-deutsche König Karl IV. das Judenregal für 15 200 Pfund Heller der Stadt Frankfurt. Hatte bis dahin der königliche Schultheiß für den Schutz der Juden zu sorgen, so ging diese Aufgabe nun an Bürgermeister und Rat der Stadt über. Faktisch wurden die Frankfurter Juden also von kaiserlichen Kammerknechten zu Untertanen des Rates. Gleichwohl behielten sich die römisch-deutschen Könige und Kaiser bis zum Ende des Alten Reiches Schutzrechte über die Frankfurter Judengemeinde vor.
Bis zur Einlösung des Pfands durch den Kaiser oder einen seiner Nachfolger sollten sich die Herrschaftsrechte des Rats auf die Juden selbst sowie auf ihren gesamten Besitz innerhalb und außerhalb Frankfurts erstrecken, auf Höfe und Häuser, selbst auf den Friedhof und die Synagoge samt allen damit verbundenen Nutzungsrechten und Dienstbarkeiten. Angesichts der sich häufenden Pogrome während der seit 1348 grassierenden Pestepidemie hatten Karl IV. und der Rat einen Passus in die Verpfändungsurkunde einfügen lassen, der sich als verhängnisvoll erwies. Er besagte, dass der König die Stadt nicht dafür zur Verantwortung ziehen werde, falls die Juden „von Todes wegen abgingen oder verdürben oder erschlagen würden“. Das Eigentum getöteter Juden solle an die Stadt fallen.
Zwei Wochen nachdem Karl die Stadt verlassen hatte, am 24. Juli 1349, wurden alle Frankfurter Juden erschlagen oder in ihren Häusern verbrannt. Die Zahl der Opfer ist nicht genau bekannt, sie wird auf etwa 60 geschätzt. In der älteren Literatur werden durchweg Geißler, eine Schar umherziehender religiöser Fanatiker und Bußprediger, für die Tat verantwortlich gemacht. Bereits an anderen Orten hatten sie Pogrome verübt, weil sie den Juden die Schuld an der Pest gaben. Insgesamt wurden damals allein in Deutschland etwa 300 jüdische Gemeinden vernichtet.
Gegen die Urheberschaft der Geißler aber sprechen zum einen die oben zitierten Bestimmungen der Urkunde Karls IV., zum anderen die Tatsache, dass die Pest in Frankfurt erst im Herbst 1349 ausbrach. Nach neueren Forschungen handelte es sich bei dem Mordüberfall womöglich nicht um einen spontanen Aufruhr, sondern um ein von langer Hand vorbereitetes Massaker. Die Ermordung der Juden lag im wirtschaftlichen Interesse einiger Patrizier und Zunftmeister, die sich auf diese Weise ihrer Schulden entledigen und ungehindert den frei gewordenen jüdischen Besitz aneignen konnten. Der Pfarrkirchhof der Bartholomäuskirche beispielsweise wurde um Flächen erweitert, auf denen zuvor Hofstätten der Juden gelegen hatten.

### Die Neugründung der Gemeinde
Nachdem ein kaiserliches Privileg die Neugründung einer Gemeinde ermöglicht hatte, siedelten sich seit 1360 erneut Juden in Frankfurt an. Der Kaiser beanspruchte weiterhin die Steuern, welche von den neu zuziehenden Juden zu zahlen waren. Die Hälfte davon, die er dem Erzbischof von Mainz verpfändet hatte, erwarb die Stadt Frankfurt 1358. Für den Kaiser zog dessen Schultheiß Siegfried zum Paradies die Steuer ein, der so wiederum zum Schutzherrn der Juden wurde. Als die Stadt aber 1372 das Schultheißenamt selbst übernahm, erwarb sie für 6000 Mark auch das Recht am königlichen Halbteil der Judensteuer. Damit war das Judenregal abermals vollständig in den Besitz der Stadt gelangt.
Gegen Ende des 14. Jahrhunderts war die Gemeinde bereits wieder so groß, dass sie an der Stelle der alten zerstörten Synagoge eine neue errichten konnte. In ihr begingen die Juden nicht nur den Gottesdienst, sondern leisteten auch gerichtliche Eide, schlossen Geschäfte ab und nahmen Erlasse des Kaisers oder des Rates entgegen. Nach dem Gottesdienst mahnte der Rabbiner rückständige Steuern an und verhängte den Bann über Gemeindemitglieder, die sich strafbar gemacht hatten. Als bei Ausgrabungen die Fundamente der Synagoge freigelegt wurden, entdeckte man einen 5,6 Quadratmeter großen Raum, der so tief war, dass er bis zum Grundwasserspiegel gereicht haben könnte. Daher handelte es sich bei ihm vermutlich um eine Mikwe.
Die größte Liegenschaft der damaligen jüdischen Gemeinde war der seit ca. 1270 genutzte Friedhof, der erstmals in einer Kaufurkunde von 1300 erwähnt wird. Vor der 1333 von Kaiser Ludwig dem Bayern gestatteten zweiten Stadterweiterung lag er noch außerhalb der Stadt. Er grenzte an den Kustodiengarten des Bartholomäusstiftes und war frühzeitig mit Mauern umgeben worden. Als Frankfurt sich bei der strittigen Königswahl von 1349 für den Kandidaten Günther von Schwarzburg erklärt hatte und einen Angriff von dessen Gegenkönig Karl IV. erwartete, wurden um die Altstadt und den Judenfriedhof elf Erker angebracht. Auch im großen Städtekrieg von 1388 wurde der jüdische Friedhof in Verteidigungszustand gebracht.

### Die Judenstättigkeit
Bis 1349 waren Frankfurts Juden in die städtischen Bürgerlisten eingetragen worden. Die zweite Gemeinde, die sich nach 1360 wieder bildete, hatte einen anderen rechtlichen Status. Jedes ihrer Mitglieder musste einzeln einen Schutzvertrag mit dem Rat abschließen, worin Aufenthaltsdauer, regelmäßig zu leistende Abgaben und zu beachtende Vorschriften geregelt waren. 1366 befahl Kaiser Karl IV. seinem Schultheißen Siegfried, der auch oberster Gerichtsbeamter in Frankfurt war, nicht zuzulassen, dass sie Handwerksmeister hätten, eigene Gesetze erließen oder selbst Gericht hielten. Alle einzelnen Regelungen wurden vom Rat erstmals 1424 in der Juden stedikeit zusammengefasst und von da an jährlich in der Synagoge verlesen. Schon die erste Stättigkeit von 1424 zeigt deutliche Tendenzen, Juden vom Grundbesitz auszuschließen.

### Krise und Wiederaufstieg der Gemeinde im 15. Jahrhundert
Frankfurt hatte im 14. Jahrhundert noch keine ausgeprägte kaufmännische Oberschicht. Trotz der Messe, die bereits existierte, war der Warenhandel in Frankfurt weit weniger ausgeprägt als in anderen deutschen Städten. Daher betätigten sich viele Frankfurter Juden wirtschaftlich im Kreditgeschäft mit Handwerkern, Bauern und Adligen vorwiegend aus der näheren Umgebung, aber auch aus Frankfurt. Ein Nebenprodukt der Geldleihe war der Verkauf verfallener Pfänder. Dazu kam der Kleinhandel mit Pferden, Wein, Getreide, Tuchen, Kleidern und Schmuck. Der Umfang dieser Geschäfte war nicht bedeutend. Gemessen an den Summen der Königssteuern, welche die Frankfurter Juden entrichteten, lag die Wirtschaftskraft ihrer Gemeinde noch bis Mitte des 15. Jahrhunderts weit hinter der der Nürnberger, Erfurter, Mainzer oder Regensburger Juden zurück.
Seit Ende des 14. Jahrhunderts waren die Frankfurter Juden zunehmenden Beschränkungen ausgesetzt. Der Rat verbot ihnen 1386 die Anstellung christlicher Dienstmägde und Ammen. Zudem legte er genau fest, wie viele Dienstboten jeder jüdische Haushalt halten durfte. Ein allgemeiner Judenschuldenerlass des römisch-deutschen Königs Wenzels enteignete die Juden faktisch zugunsten ihrer Schuldner. Gleichzeitig versuchte der Rat durch eine rigide Steuerpolitik das Wachstum der jüdischen Gemeinde zurückzudrängen. Zwischen 1412 und 1416 sank die Zahl der jüdischen Haushalte von ca. 27 auf ca. vier. 1422 verweigerte der Rat unter Berufung auf seine Privilegien die Einziehung einer vom römisch-deutschen König und späteren Kaiser Sigismund den Juden auferlegten Ketzersteuer, woraufhin die Frankfurter Juden mit der Reichsacht belegt wurden und die Stadt verlassen mussten. Erst 1424 konnten sie zurückkehren, nachdem der Kaiser die Frankfurter Rechtsposition anerkannt hatte.
Im Jahr 1416 erreichte die Zahl der jüdischen Haushalte einen Tiefstand. Danach aber wuchs sie kontinuierlich an und in der zweiten Jahrhunderthälfte erbrachten die Frankfurter Juden ein erhebliches Steueraufkommen. Nach der Vertreibung der Juden aus den Städten Trier 1418, Wien 1420, Köln 1424, Augsburg 1438, Breslau 1453, Magdeburg 1493, Nürnberg 1499 und Regensburg 1519 nahm auch Frankfurts Bedeutung als Finanzplatz allmählich zu. Denn viele der anderenorts Vertriebenen zogen in die Stadt am Main, wenngleich deren Rat nur den finanzkräftigsten unter ihnen die Niederlassung erlaubte.
Im Laufe des 15. Jahrhunderts wurden auf Drängen der Handwerkszünfte, die sich immer mehr einer ernstzunehmenden Konkurrenz ausgesetzt sahen, der Geld- und Warenhandel der Juden Beschränkungen unterworfen. Als König Maximilian 1497 die Judengemeinden in 17 Reichsstädten zu einer Steuer für seinen Italienfeldzug veranlagte, zahlte Worms die höchste Summe, die Frankfurter Gemeinde schon die zweithöchste.

## Das Frankfurter Ghetto

### Vorgeschichte
Bereits 1431 stellte der Rat erneut Überlegungen an, wie er der Juden, deretwegen es immer wieder zu Konflikten mit dem Kaiser und dem Mainzer Erzbischof gekommen war, gänzlich quit mochte werden. 1432 und 1438 debattierte er die Einschließung der Juden in einem Ghetto, jedoch ohne unmittelbare Konsequenzen. 1442 verlangte Kaiser Friedrich III. auf Betreiben der Geistlichkeit die Umsiedelung der Juden aus ihren Wohnungen in der Nähe des Doms, weil der Synagogengesang angeblich den christlichen Gottesdienst in der nahegelegenen Kirche störte. 1446 geschah ein Mord an dem Juden zum Buchsbaum, den der Ratsschreiber im Bürgermeisterbuch mit drei Kreuzen und den Kommentaren Te deum laudamus und Crist ist entstanden vermerkte. 1452 verlangte der Kardinal Nikolaus von Kues bei seinem Aufenthalt in Frankfurt, dass der Rat auf die Einhaltung der kirchlichen Kleiderordnung für Juden zu achten hatte. Jüdinnen hatten einen blaugestreiften Schleier zu tragen, Juden gelbe Ringe an den Rockärmeln. Allerdings wurde die Einhaltung dieser Vorschriften auch künftig nicht sehr nachhaltig betrieben.

### Errichtung des Ghettos
Nach einer weiteren Intervention Kaiser Friedrichs III. im Jahr 1458 begann der Rat schließlich mit dem Bau von Häusern außerhalb der alten Stadtmauer und des Stadtgrabens, in die die Juden 1462 umziehen mussten. Dies war der Beginn der Einrichtung eines abgeschlossenen Ghettos. 1464 hatte die Stadt elf Häuser, ein Tanzhaus, ein Hospital, zwei Wirtshäuser und ein Gemeindehaus auf eigene Kosten errichtet. Das Kalte Bad und eine Synagoge wurden hingegen auf Kosten der jüdischen Gemeinde erbaut.
Diese erste Ghetto-Synagoge, auch Altschul genannt, stand auf der Ostseite der Judengasse und wurde wie die alte nicht nur für religiöse Zwecke benutzt. Sie war das soziale Zentrum der Gemeinde, wo man auch durchaus profane Tätigkeiten verrichtete. Das entsprach der engen Verknüpfung von Alltag und Religion im Judentum. Die Judenstättigkeit brachte eine teilweise Eigenständigkeit der Gemeinde mit sich. So wurden in der Synagoge auch die Gemeindevorsteher gewählt, Verordnungen des Rabbinats angeschlagen, mutwillige Bankrotteure für unwürdig erklärt und körperliche Züchtigungen vor versammelter Gemeinde vollzogen. Die Sitzplätze in der Synagoge wurden vermietet. Wer der Gemeinde Geld schuldig blieb, dessen Sitz wurde meistbietend versteigert.
1465 beschloss der Rat der Stadt, den Weiterbau der Gasse den Juden auf eigene Kosten zu überlassen. Diese ließen daraufhin 1471 weg und platz pflastern, einen zweiten Brunnen anlegen und eine Badestube bauen. Grund und Boden gehörten dem Rat, der sich auch das Eigentumsrecht an den Häusern vorbehielt, unabhängig davon, ob er selbst oder die Juden sie gebaut hatten. Für die bebauten Flächen erhob er Grundzins.
Erst ein Jahrhundert nach der Zwangsumsiedlung, als die Häuser in der Judengasse nicht mehr ausreichten, erlaubte man den Juden, auch einen Teil des Grabens zu bebauen. So entstand zwischen 1552 und 1579 die Judengasse in der Form, wie sie bis ins 19. Jahrhundert existierte.
Durch ihren wirtschaftlichen Aufschwung war die jüdische Bevölkerung von ehemals 260 Personen im Jahre 1543 auf ca. 2700 Personen im Jahre 1613 angewachsen. Da die Judengasse nicht erweitert werden durfte, wurden neue Häuser dadurch geschaffen, dass vorhandene geteilt wurden. Zu beiden Seiten der Gasse wurden Hinterhäuser gebaut, so dass sie nun vier Reihen von Häusern hatte. Schließlich erhöhte man noch die Anzahl der Stockwerke und ließ die oberen Geschosse so weit in die Gasse ragen, dass die Häuser sich fast berührten. Auf niedrige Häuser setzte man große mehrstöckige Aufbauten, sogenannte Zwerchhäuser.

### Leben im Ghetto
Das Leben in der Judengasse war aufgrund der raschen Zunahme ihrer Bevölkerung äußerst beengt, zumal sich der Frankfurter Magistrat über Jahrhunderte weigerte, das Gebiet des Ghettos zu erweitern.
Die Lebensumstände der Juden waren bis ins Kleinste von der so genannten Judenstättigkeit reglementiert. Diese Verordnung des Frankfurter Rats legte unter anderem fest, dass die Juden das Ghetto nachts, sonntags, an christlichen Feiertagen sowie während der Wahl und Krönung der römisch-deutschen Kaiser nicht verlassen durften. Über diese Isolierung hinaus enthielt die Judenstättigkeit eine Unzahl weiterer, zum großen Teil diskriminierender und schikanöser Bestimmungen.
Sie regelte das Aufenthaltsrecht, die Erhebung von Abgaben und die berufliche Tätigkeit der Juden ebenso wie ihr Verhalten im alltäglichen Leben, bis hin zur Kleidung. So musste jeder Jude einen ringförmigen, sogenannten Gelben Fleck auf der Kleidung tragen. Der Zuzug ins Ghetto von außerhalb Frankfurts war streng begrenzt. Insgesamt durften nach der 1616 neu erlassenen Judenstättigkeit nur 500 Familien in der Judengasse leben und ihren Bewohnern waren pro Jahr nur zwölf Hochzeiten erlaubt. Selbst wohlhabende und angesehene Bewohner wie der Bankier Mayer Amschel Rothschild waren von den diskriminierenden Beschränkungen nicht ausgenommen. Dennoch entwickelte sich in der Gasse ein blühendes jüdisches Leben.

### Die Rabbinerversammlung von 1603
Die jüdische Gemeinde Frankfurts gehörte seit dem 16. Jahrhundert zu den bedeutendsten in Deutschland. In der Judengasse gab es eine Art von talmudischer Akademie, in der hervorragende halachisch ausgebildete Rabbiner lehrten. Auch kabbalistische Werke wurden in der Judengasse gedruckt. Was in den jüdischen Gemeinden Deutschlands an Geldern für die armen Juden Palästinas gesammelt wurde, wurde nach Frankfurt geschickt und von dort weiter überwiesen.
Welch zentrale Rolle die Frankfurter Gemeinde für das jüdische Geistesleben in der frühen Neuzeit spielte, zeigte sich an der großen Rabbinerversammlung, die 1603 in der Judengasse stattfand. Einige der bedeutendsten Gemeinden Deutschlands – u. a. die aus Mainz, Fulda, Köln und Koblenz – entsandten Vertreter nach Frankfurt. Die Versammlung beschäftigte sich vor allem mit der Gerichtsbarkeit, die die Juden autonom regeln durften, und für die fünf Gerichtshöfe eingerichtet worden waren: in Frankfurt am Main, Worms, Friedberg, Fulda und Günzburg. Regelungen gegen Betrug in Handel und Münzwesen gehörten ebenso zu den Themen der Versammlung wie Fragen von Abgaben an die Obrigkeit, religiöse Angelegenheiten wie das Schächten und rituelle Regelungen. Da Kaiser Rudolf II. jedoch befand, mit ihren Beschlüssen habe die Versammlung die kaiserlichen Privilegien überschritten, die den Juden zuerkannt worden waren, löste die Versammlung einen Hochverratsprozess gegen die Juden in Deutschland aus. Nach Auffassung der kaiserlichen Juristen hatte die von ihnen so genannte „Frankfurter Rabbinerverschwörung“ gegen Grundsätze des Reichsrechts verstoßen. Danach stand die iurisdictio, die höchste Gewalt zu befehlen und zu verbieten, allein den Landesherren zu. Der Prozess dauerte 25 Jahre. Währenddessen schien der kaiserliche Schutz aufgekündigt, was Judenfeinde zu Ausschreitungen und Pogromen in Frankfurt und Worms, den beiden größten Gemeinden des deutschen Judentums, ermutigte. Der Streit wurde 1631 beigelegt, als die Frankfurter Gemeinde und ganz Aschkenas eine hohe Summe aufnahm, die der Kölner Kurfürst, der Untersuchungsführer des Prozesses, als Strafzahlung erhielt.

### Der Fettmilch-Aufstand
Soziale Spannungen zwischen den Patriziern, die den Frankfurter Magistrat dominierten, und den Handwerkszünften führten 1614 zum so genannten Fettmilch-Aufstand – benannt nach seinem Anführer, dem Lebkuchenbäcker Vinzenz Fettmilch – in dessen Verlauf die Judengasse überfallen und geplündert und die Juden erneut zeitweilig aus Frankfurt vertrieben wurden.
Die Proteste der Zünfte richteten sich zunächst gegen das finanzielle Gebaren des Rats und zielten auf eine stärkere Beteiligung an der städtischen Politik. Neben einer Regulierung der Getreidepreise verlangten die Zünfte aber auch antijüdische Maßnahmen, insbesondere eine Beschränkung der Zahl der in der Stadt ansässigen Juden sowie eine Halbierung des Zinssatzes, den die Juden bei ihren Geldgeschäften fordern durften. Damit fanden die Anhänger Fettmilchs Unterstützung bei Kaufleuten und Handwerkern, die von einer Vertreibung der Juden auch die Erledigung ihrer Schulden erhofften.
Ende 1613 schloss der Rat einen Bürgervertrag mit den Aufständischen, der im Wesentlichen eine Verfassungsreform bedeutete, die den Vertretern der Zünfte mehr Rechte und mehr Einfluss gewährte. Als die hohe Verschuldung der Stadt öffentlich wurde und sich zugleich herausstellte, dass der Rat die von den Juden gezahlten Schutzgelder veruntreut hatte, ließ Fettmilch den Rat für abgesetzt erklären und die Stadttore besetzen. Es kam zu ersten Ausschreitungen gegen die Juden. Nun schaltete sich der Kaiser, der sich bis dahin neutral verhalten hatte, in den Konflikt ein. Er forderte die Wiedereinsetzung des Rates und drohte allen Bürgern die Reichsacht an, falls sie sich nicht unterwerfen sollten.

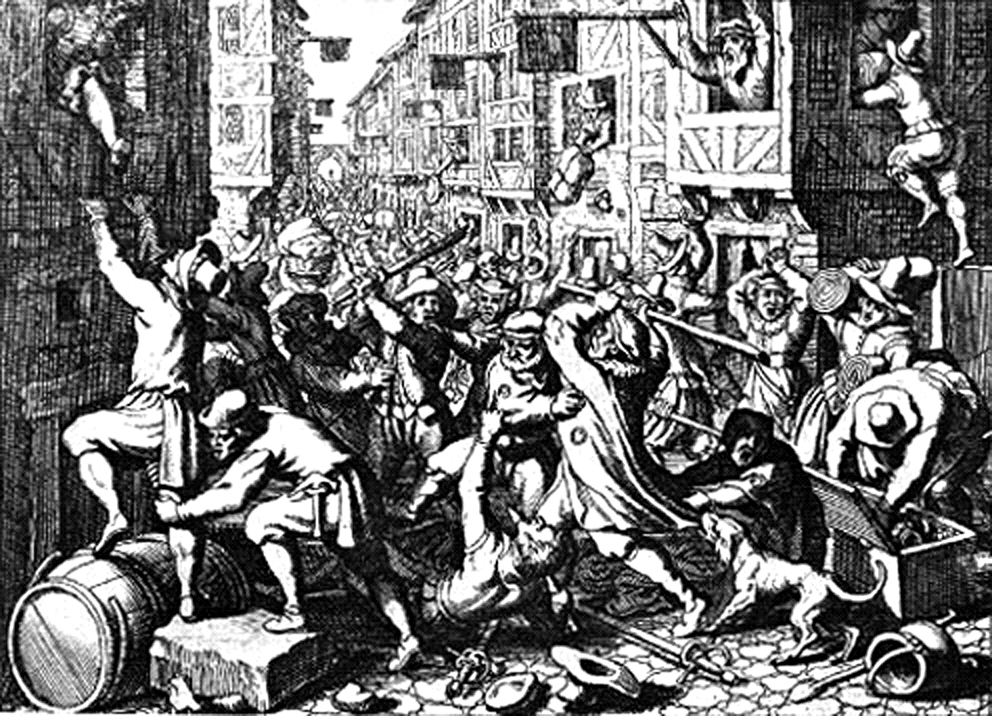
Die Plünderung der Judengasse am 22. August 1614

Nach Bekanntwerden der kaiserlichen Drohung zogen am 22. August 1614 aufständische Handwerker und Gesellen protestierend durch die Straßen. Ihr Zorn richtete sich gegen das schwächste Glied in der Kette ihrer tatsächlichen oder vermeintlichen Gegner: die Juden. Die Aufrührer stürmten die Tore der Judengasse, die von den jüdischen Männern verteidigt wurden, und drangen nach mehrstündigen Barrikadenkämpfen in das Ghetto ein. Alle Bewohner der Judengasse, insgesamt 1380 Menschen, wurden auf dem jüdischen Friedhof zusammengetrieben, ihre Häuser geplündert und teilweise zerstört. Am nächsten Tag mussten sie die Stadt verlassen. Sie fanden Zuflucht in den umliegenden Gemeinden, vor allem in Hanau, Höchst und Offenbach.
Daraufhin ließ der Kaiser am 28. September 1614 die Reichsacht über Fettmilch und mehrere seiner Anhänger verhängen. Am 27. November wurde Fettmilch verhaftet. Ihm und 38 weiteren Angeklagten wurde der Prozess gemacht. Das Gericht verurteilte sie jedoch nicht wegen der Ausschreitungen gegen die Juden, sondern wegen Majestätsverbrechen und Missachtung der kaiserlichen Befehle. Am 28. Februar 1616 wurden Fettmilch und sechs seiner Anhänger auf dem Frankfurter Roßmarkt hingerichtet. Am selben Tag, dem 20. Adar nach jüdischem Kalender, wurden die geflohenen Juden von kaiserlichen Soldaten in die Judengasse zurückgeführt. An ihren Toren wurde ein steinerner Reichsadler angebracht sowie die Inschrift „Römisch kaiserlicher Majestät und des heiligen Reiches Schutz“. Als erste Maßnahme stellten die zurückgekehrten Frankfurter Juden die entweihte Synagoge und den verwüsteten Friedhof wieder für den religiösen Gebrauch her. Den Jahrestag der feierlichen Rückführung begingen sie künftig als Freudenfest Purim Vinz nach dem Vornamen des Rädelsführers, der Purim-Kaddisch hat eine fröhliche Marschmelodie in Erinnerung an den Festzug der Wiederkehr.
Die zugesagte Entschädigung erhielten die zurückgekehrten Juden allerdings nie. Der Fettmilch-Aufstand war einer der letzten Judenpogrome in Deutschland vor der Zeit des Nationalsozialismus. Die zeitgenössische Publizistik zu den Ereignissen von 1612 ist insofern bemerkenswert, als erstmals auch christliche Kommentatoren mehrheitlich für die Juden Stellung bezogen.

### Die Stättigkeit von 1616
Die neue „Judenstättigkeit“ für Frankfurt, die von den kaiserlichen Kommissaren aus Hessen und Kurmainz 1616 erlassen wurde, reagierte auf den Fettmilch-Pogrom, allerdings in einer Art und Weise, die den anti-jüdischen Einstellungen vieler Frankfurter stärker Rechnung trug als den Bedürfnissen der Juden.
So bestimmte die Stättigkeit, dass die Zahl der jüdischen Familien in Frankfurt auf 500 beschränkt bleiben sollte. In den 60 Jahren vor dem Pogrom war die Anzahl der jüdischen Haushalte in Frankfurt von 43 auf 453 angestiegen, also um mehr als das Zehnfache. Diese Bestimmung sollte dem schnellen Bevölkerungswachstum in der Judengasse also eine Obergrenze setzen. Die Zahl der Heiraten von Juden war auf jährlich 12 beschränkt, während Christen für eine Heiratserlaubnis dem Schatzamt nur ein ausreichendes Vermögen nachweisen mussten.
In wirtschaftlicher Hinsicht wurden die Juden weitgehend den christlichen Beisassen gleichgestellt: Wie diese durften sie keine offenen Läden halten, keinen Kleinhandel in der Stadt betreiben, keine Geschäftsgemeinschaft mit Bürgern eingehen und keinen Grundbesitz erwerben, alles Einschränkungen, deren Wurzeln weit ins Mittelalter zurückreichen.
Eine Neuerung war, dass den Juden nun der Großhandel ausdrücklich gestattet wurde, etwa der Handel mit Pfandgütern wie Korn, Wein und Spezereien oder der Fernhandel mit Tuch, Seide und Textilien. Es steht zu vermuten, dass der Kaiser mit dieser Stärkung der wirtschaftlichen Stellung der Juden ein Gegengewicht gegen die christlichen Kaufmannsfamilien schaffen wollte, die nach der Entmachtung der Zünfte nun in Frankfurt herrschten.
Eine weitere für die Juden positive Bestimmung der neuen Stättigkeit besagte, dass diese nicht mehr alle drei Jahre erneuert werden musste. Sie kam also einer dauerhaften Aufenthaltserlaubnis in Frankfurt gleich. Dennoch galten die Juden weiter als Fremde, die gegenüber Bürgern und Beisassen einen niedrigeren Rechtsstatus einnahmen. Sie blieben Untertanen des Rates und konnten anders als Christen keinen Antrag auf Aufnahme in die Bürgerschaft stellen. Sich Bürger zu nennen, war ihnen in der Stättigkeit von 1616 ausdrücklich verboten. Mit Abgaben waren die Juden stärker belastet als die christlichen Beisassen: Sie mussten höhere Zölle und zusätzliche Steuern entrichten.
Die Stättigkeit von 1616 wurde noch einige Male revidiert, so z. B. 1660. Die Veränderungen verbesserten die Situation der Juden. Trotz dieser Erleichterungen blieb die Stättigkeit bis ins 19. Jahrhundert hinein der mittelalterlichen Vorstellungswelt verhaftet.

### Der Große Judenbrand von 1711

Kupferstich der Judengasse in Frankfurt am Main, nach dem Brand. In der Sammlung des Jüdischen Museums der Schweiz.

Am 14. Januar 1711 ereignete sich in der Judengasse eine große Brandkatastrophe. Das Feuer brach gegen acht Uhr abends im Hause Eichel des Oberrabbiners Naphtali Cohen aus. Der starke Wind und die Enge der Gasse begünstigten die rasche Ausbreitung des Feuers ebenso wie die Bauweise der Häuser in Fachwerk, ohne hinreichende Brandmauern und mit weiten Überhängen zur Mitte der Gasse hin. Nach 24 Stunden waren alle Häuser des Ghettos bis auf eines verbrannt.

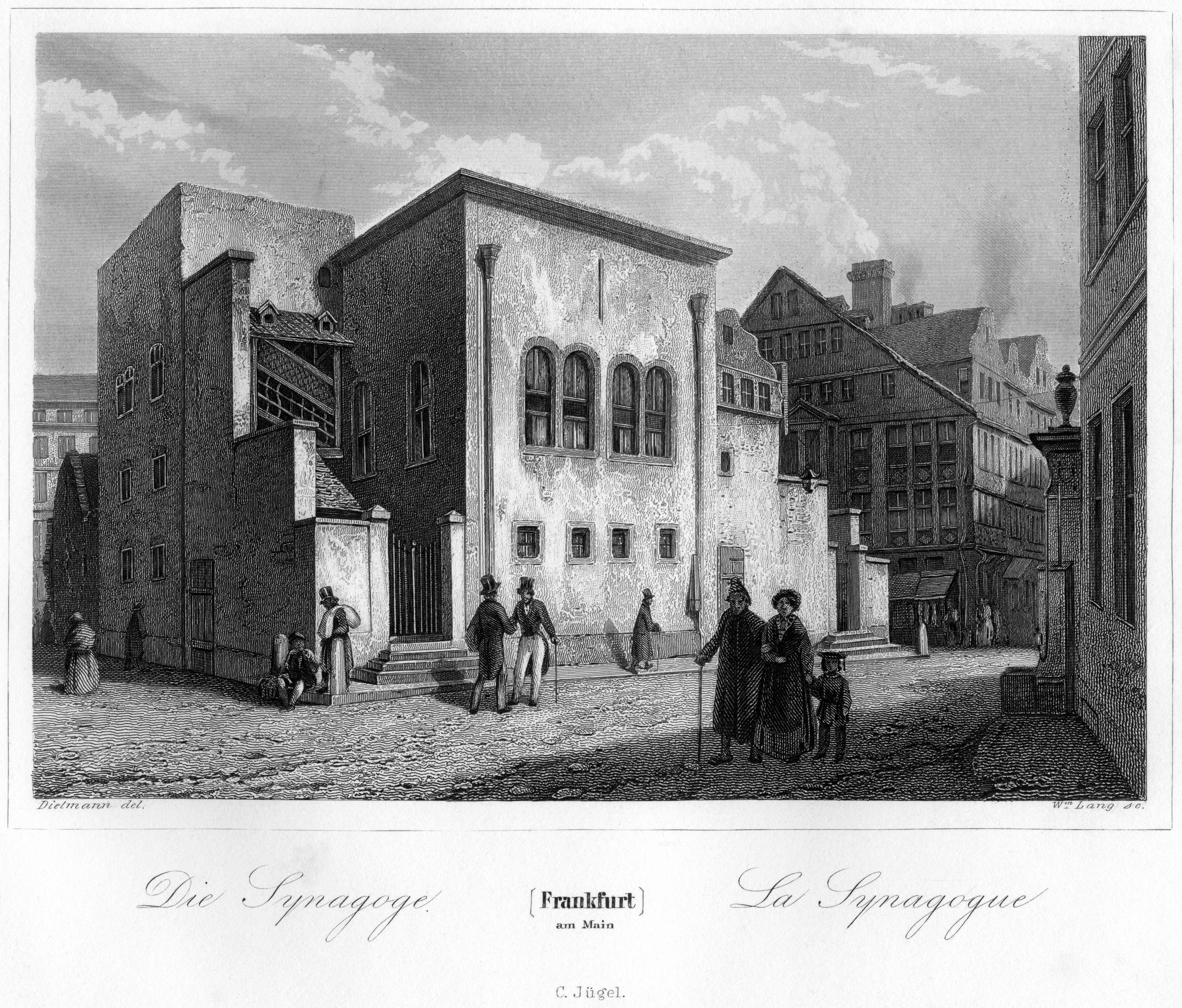
Die nach dem Großen Judenbrand neu erbaute Synagoge von 1711. Stahlstich von Wilhelm Lang (1845) nach Vorlage von Jakob Fürchtegott Dielmann.

Vier Menschen verloren in der Feuersbrunst ihr Leben, Hab und Gut wurde vernichtet. Die obdachlosen Bewohner durften bis zum Wiederaufbau in christlichen Häusern Frankfurts zur Miete wohnen. Wer sich das nicht leisten konnte, musste bei jüdischen Gemeinden in der Umgebung Frankfurts Unterschlupf suchen. Juden, die ohne Stättigkeit in der Gasse gewohnt hatten, wurden ausgewiesen.
Die erste Sorge der jüdischen Gemeinde galt dem Wiederaufbau ihrer abgebrannten Synagoge. Bereits Ende September 1711 wurde der Neubau, der auf den alten Fundamenten errichtet worden war, eingeweiht. Er bestand aus drei Teilen: der eigentlichen Synagoge (Altschul), der dreistöckigen Frauensynagoge nördlich davon, die fast gänzlich von der Synagoge getrennt war, und der Neuschul im Süden. Nur die Altschul wies mit einem gotischen Gewölbe, einer eigenen Fassade, zwei vorgelagerten Halbsäulen und größeren Rundbogenfenstern im Obergeschoss einige dekorative Elemente auf. Im Vergleich mit anderen Synagogenbauten der Barockzeit in Prag, Amsterdam oder Polen wirkte diese Synagoge mittelalterlich und rückständig und spiegelte so die Lage der in ein Ghetto gezwängten jüdischen Gemeinde wider.
Für den Wiederaufbau der Gasse erließ der Rat strenge Bauvorschriften. Die erhaltenen Bauzeichnungen erlauben heute eine recht gute Rekonstruktion der alten Judengasse. Die jüdische Gemeinde Frankfurts beging den Jahrestag des Brandes, nach jüdischem Kalender der 24. Tevet, fortan als Buß- und Fasttag.

### Der Gassenbrand von 1721
Nur zehn Jahre nach dem großen Judenbrand brach am 28. Januar 1721 erneut ein Feuer in der Gasse aus. Innerhalb von elf Stunden stand der gesamte nördliche Teil der Gasse in Flammen. Über 100 Häuser brannten nieder. Weitere Häuser wurden bei den Rettungsarbeiten durch christliche Bewohner der Stadt geplündert und beschädigt, so dass Kaiser Karl VI. den Rat der Stadt ermahnte, gegen die Plünderer vorzugehen und die Juden besser zu schützen. Nach langen Verhandlungen verzichtete der Rat, der der jüdischen Gemeinde Geld schuldete, auf die Zahlung von ausstehenden Gemeindesteuern. Trotzdem ging der Wiederaufbau diesmal nur langsam voran, weil ein großer Teil der Gemeinde durch die erlittenen Katastrophen verarmt war.
Wieder hatte ein Teil der geschädigten Bewohner die Gasse verlassen und war bei christlichen Vermietern in Frankfurt untergekommen. 1729 zwang der Rat jedoch die letzten 45 außerhalb der Judengasse wohnenden Familien, ins Ghetto zurückzukehren.

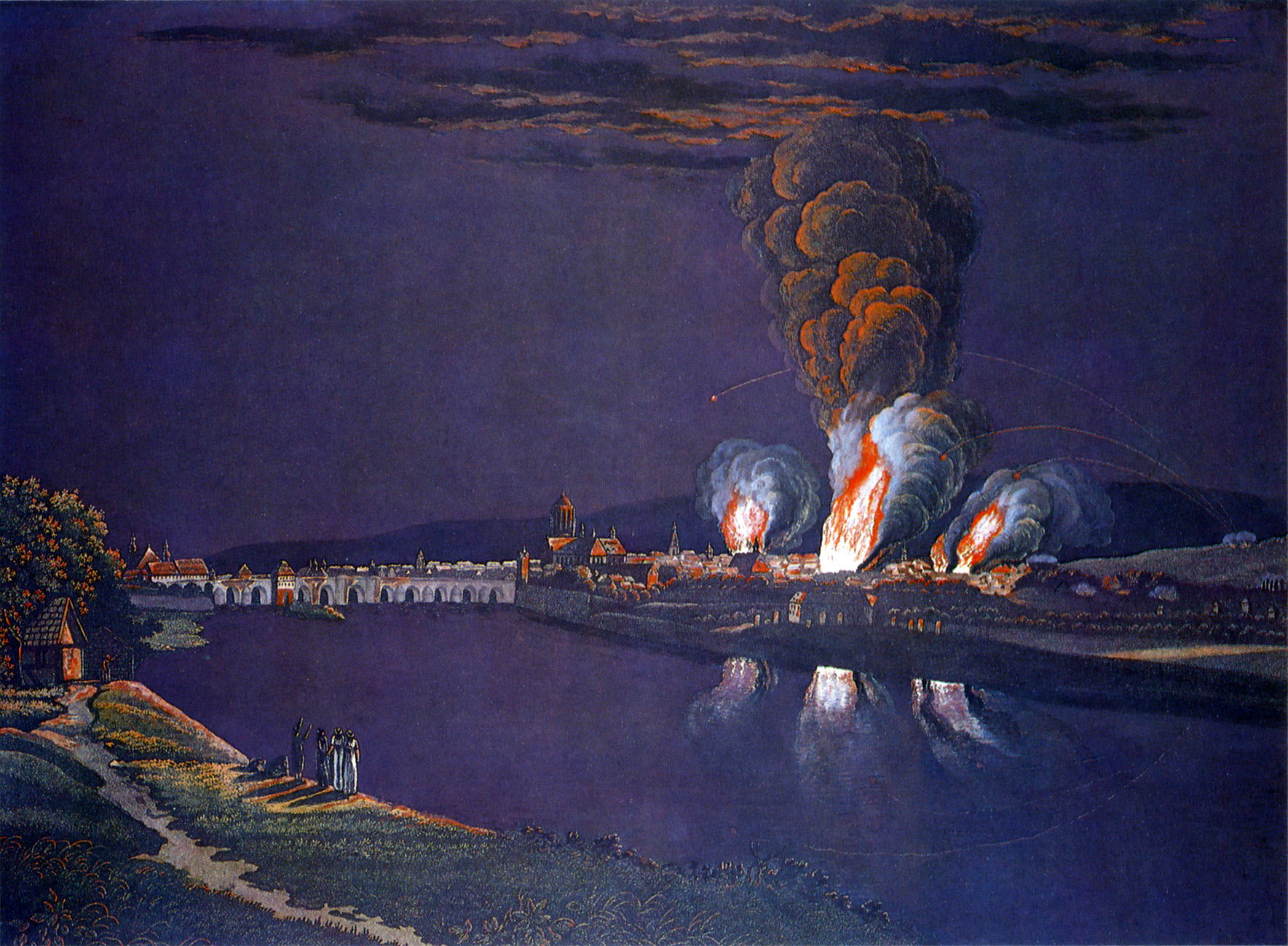
Die Beschießung der Judengasse am 13./14. Juli 1796. Kolorierte Aquatinta von Christian Georg Schütz d. J. und Regina C. Carey.

### Die Beschießung von 1796
Im Gefolge der Französischen Revolution führte Frankreich Krieg gegen eine Koalition aus Österreich, England und Preußen (Erster Koalitionskrieg). Im Juli 1796 belagerten französische Revolutionstruppen unter General Jean-Baptiste Kléber die Stadt Frankfurt, die von österreichischen Truppen besetzt gehalten wurde. Die französische Armee fuhr Geschütze auf den Anhöhen nördlich der Stadt auf, zwischen Eschenheimer Tor und Allerheiligentor. Um den österreichischen Kommandeur Graf Wartensleben zur Kapitulation zu zwingen, ließ General Kléber die Stadt am Abend des 12. Juli und am Mittag des 13. Juli beschießen. Besonders schwere Schäden richtete ein einstündiges Bombardement in der Nacht vom 13. auf den 14. Juli an. Vor allem der Nordteil der Judengasse wurde getroffen und geriet in Brand. Etwa ein Drittel der Häuser der Judengasse wurden vollkommen zerstört. Die österreichischen Besatzer mussten daraufhin kapitulieren.

### Das Ende des Ghettos
Frankfurt hatte als eine der letzten Städte in Europa an der Ghettoisierung seiner jüdischen Bevölkerung festgehalten. Der Frankfurter Rat war von Grund auf antijüdisch eingestellt. So wies er 1769 eine Petition der Juden, das Ghetto am Sonntagnachmittag verlassen zu dürfen, zurück und betrachtete schon das Gesuch als „Beweis für den grenzenlosen Hochmut dieses Volkes, das alle Mühe anwende, um sich bei jeder Gelegenheit den christlichen Einwohnern gleich zu setzen“.
Als 1779 das Drama Nathan der Weise von Lessing erschien, ordnete der Rat ein Verbot und die Konfiszierung der Bücher an. Die Frankfurter Juden bemühten sich beim Kaiser und beim deutschen Reichstag in Regensburg um eine Verbesserung ihrer Lage, die sich aber auch nach den Toleranzpatenten Kaiser Josephs II. nicht wesentlich veränderte.
Nach dem Brand der Judengasse von 1796 durften sich die betroffenen Bewohner im christlichen Teil der Stadt niederlassen. Trotz der schweren Schäden hatte der Brand für die jüdische Gemeinde auch sein Gutes, da er de facto zur Aufhebung des Ghettozwangs führte.
1806 verfügte der von Napoleon eingesetzte Großherzog von Frankfurt Carl Theodor von Dalberg die Gleichberechtigung aller Konfessionen. In einem seiner ersten Verwaltungsakte hob er eine alte städtische Verfügung auf, die den Juden den Zutritt zu den öffentlichen Promenaden, den Anlagen verbot. Für das Philanthropin, die neue Schule der Gemeinde, leistete er eine großzügige Spende. Die Stadt Frankfurt erstellte 1807 zwar noch einmal eine neue Stättigkeit und wies den Juden wiederum die Judengasse als Quartier zu. Erst Dalbergs Höchste Verordnung, die bürgerliche Rechtsgleichheit der Judengemeinde zu Frankfurt betreffend hob 1811 Ghettozwang und Sonderabgaben endgültig auf. Dafür allerdings hatte die Gemeinde eine Abschlagszahlung von 440.000 Gulden zu leisten.
Nach dem Ende des von Napoleon protegierten Großherzogtums und der Wiederherstellung Frankfurts als Freie Stadt im Jahr 1816 beschnitt der Senat in der neuen Verfassung, der Konstitutionsergänzungsakte, die bürgerlichen Rechte der Juden erneut, unter Berufung auf den mehrheitlichen Willen der christlichen Bürgerschaft. Der Ghettozwang aber blieb aufgehoben. Erst 1864 hob die Freie Stadt Frankfurt, als dritter deutscher Staat nach Hamburg (1861) und dem Großherzogtum Baden (1862), alle Beschränkungen der Bürgerrechte auf und stellte die Juden den übrigen Bürgern gleich.

## Die Judengasse im 19. und 20. Jahrhundert

### Bornheimer Straße
Das nördliche Drittel der Judengasse war bei dem Brand 1796 zerstört worden. Beim Wiederaufbau wurden wesentlich breitere Häuser errichtet, auch die Straße war in diesem Bereich nun doppelt so breit. Dieser Abschnitt war seitdem die Bornheimer Straße. In der verbleibenden Judengasse, die nun ein Drittel kürzer war, gab es noch die älteren, schmalen Häuser.

### Abriss der Häuser in der Judengasse
Aufgrund der beengten Wohnverhältnisse verließen die meisten Juden im Laufe des 19. Jahrhunderts das ehemalige Ghetto und ließen sich überwiegend im benachbarten Ostend nieder. Die Judengasse wurde zu einem Armenviertel.
Obwohl das pittoreske Straßenbild Touristen und Maler anzog, wollte sich die Stadt der Reste des alten Ghettos entledigen. Ab etwa 1840 begann der Abriss der Häuser in der Judengasse. Anfang der 1860er Jahre waren dadurch auf der Westseite einige größere Lücken in der Bebauung entstanden.

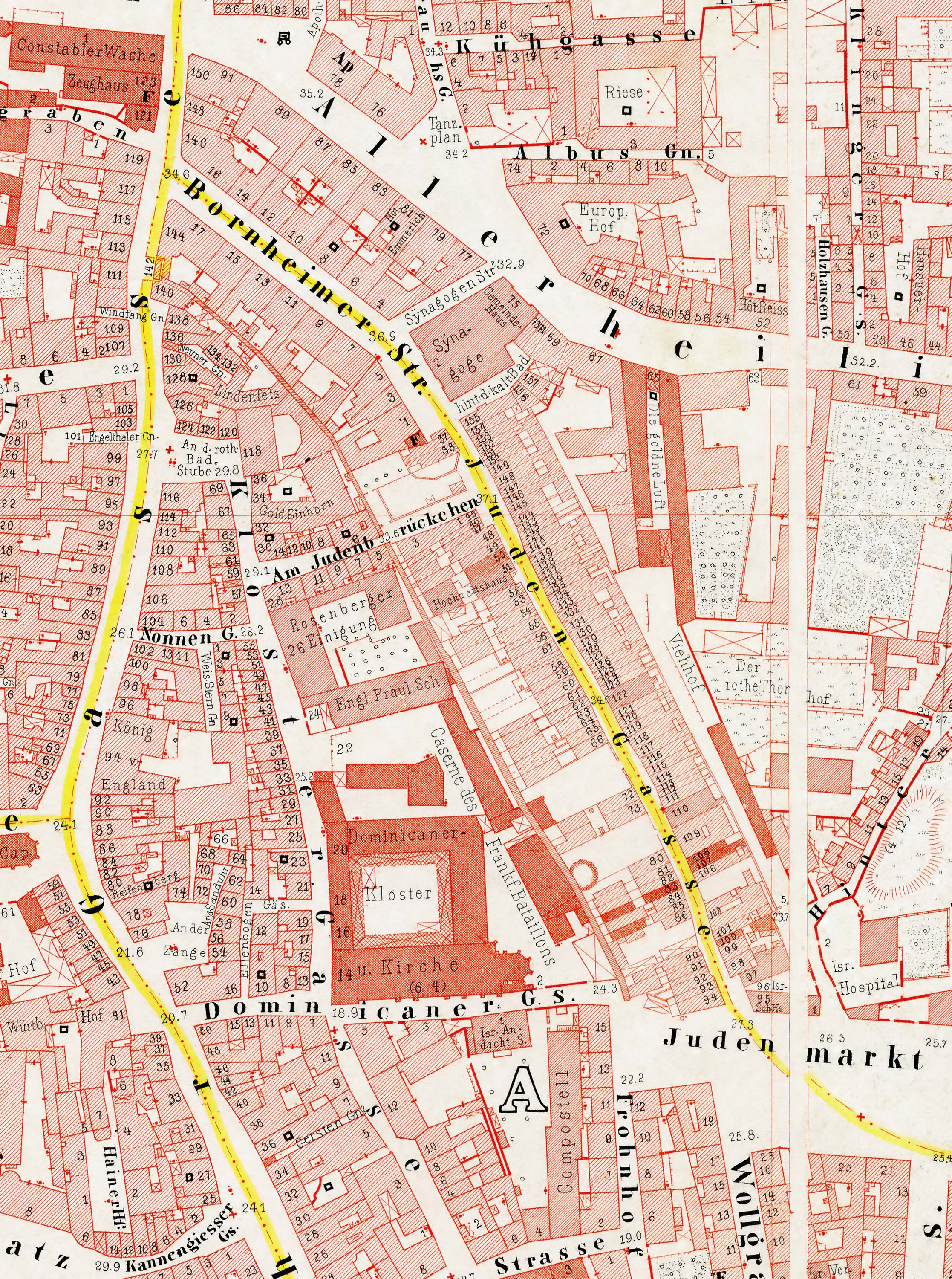
Ravensteinplan (1861). Das nördliche Drittel der alten Judengasse ist durch die breitere Bornheimer Straße ersetzt worden. Weiter südlich ist genau zu sehen, welche Häuser in der Judengasse abgerissen wurden.
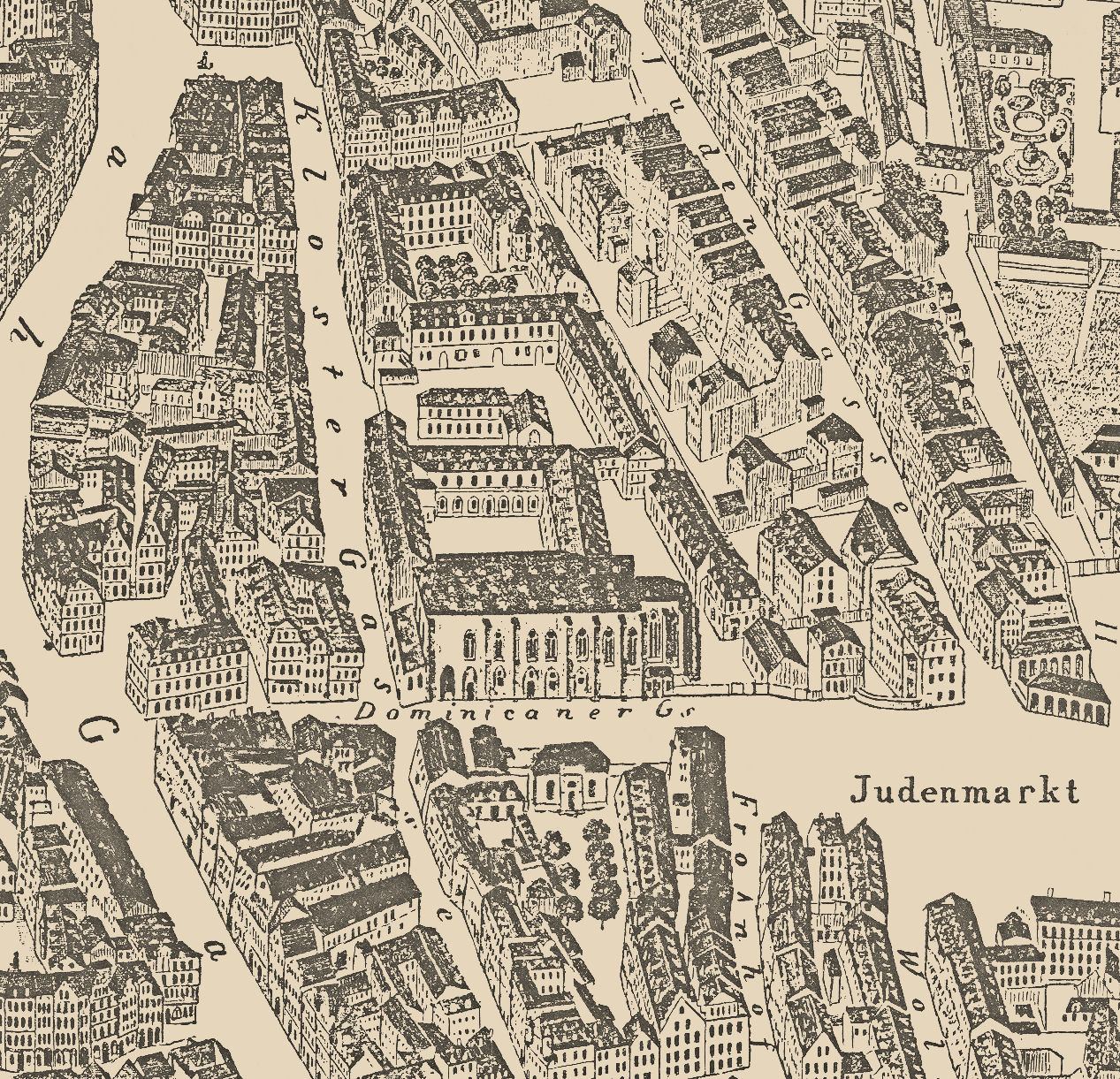
Stahlstich von Delkeskamp (1864). Auch hier sind auf der Westseite der Judengasse Lücken zwischen den Häusern erkennbar.

Ab den 1860er Jahren wurde der systematische Abriss vorangetrieben. Zuerst wurde die Westseite abgerissen, dann die Ostseite. Laut einem Fotoband aus dem Jahr 1904 wurden die letzten Häuser auf der Westseite im Jahr 1874 abgebrochen, die letzten Häuser auf der Ostseite im Jahr 1885. Laut anderen Quellen fand der Abriss im Zeitraum 1867 bis 1882 statt.

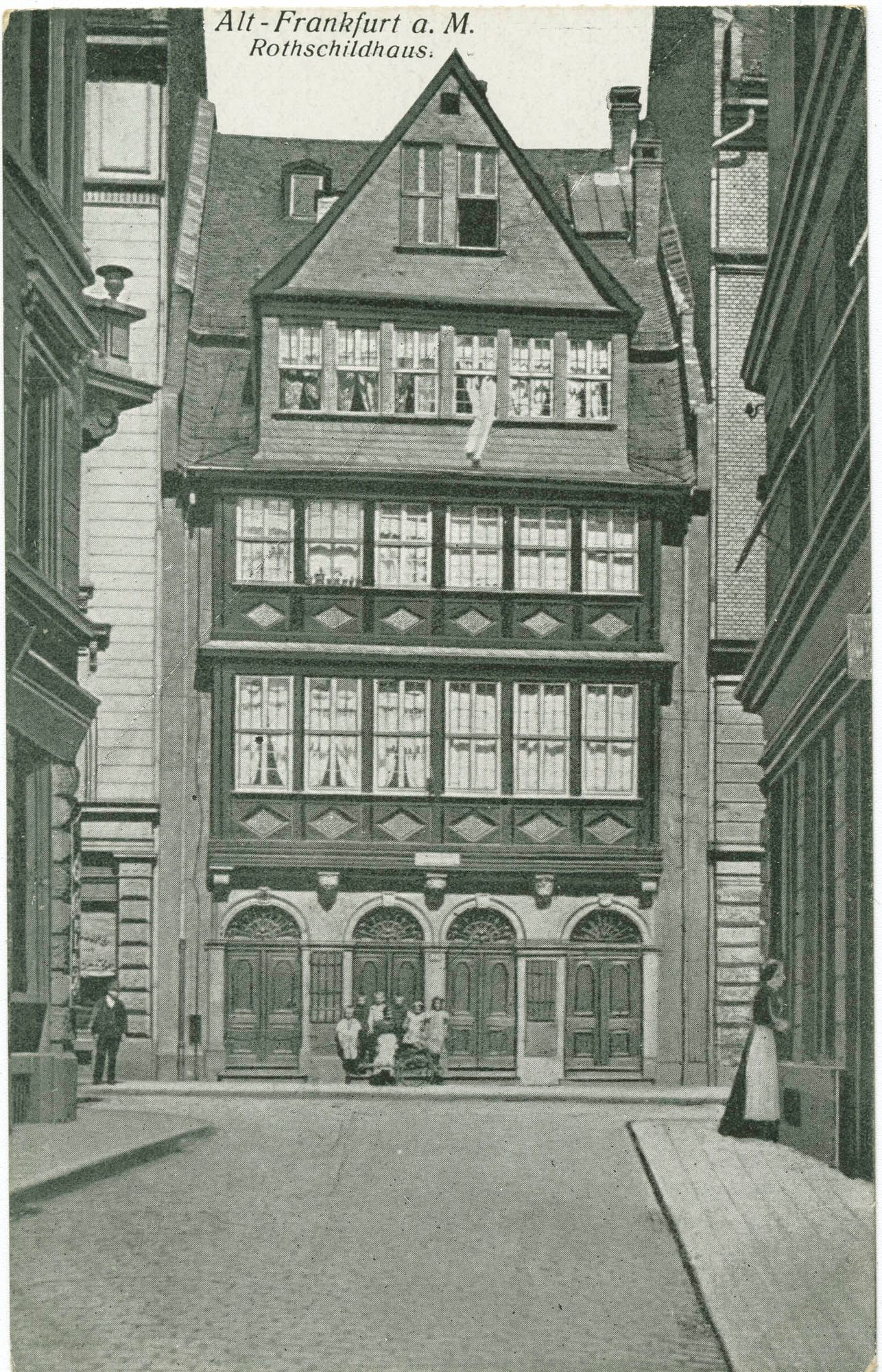
Haus zum Grünen Schild, Stammhaus der Rothschilds

Zu den wenigen Gebäuden, die vorerst erhalten blieben, gehörte das mittlerweile als Museum genutzte Haus zum Grünen Schild in der Judengasse Nr. 148, das Stammhaus der Bankiersfamilie Rothschild. Mayer Amschels Witwe Gutele Rothschild hatte es bis zu ihrem Tod 1849 bewohnt.

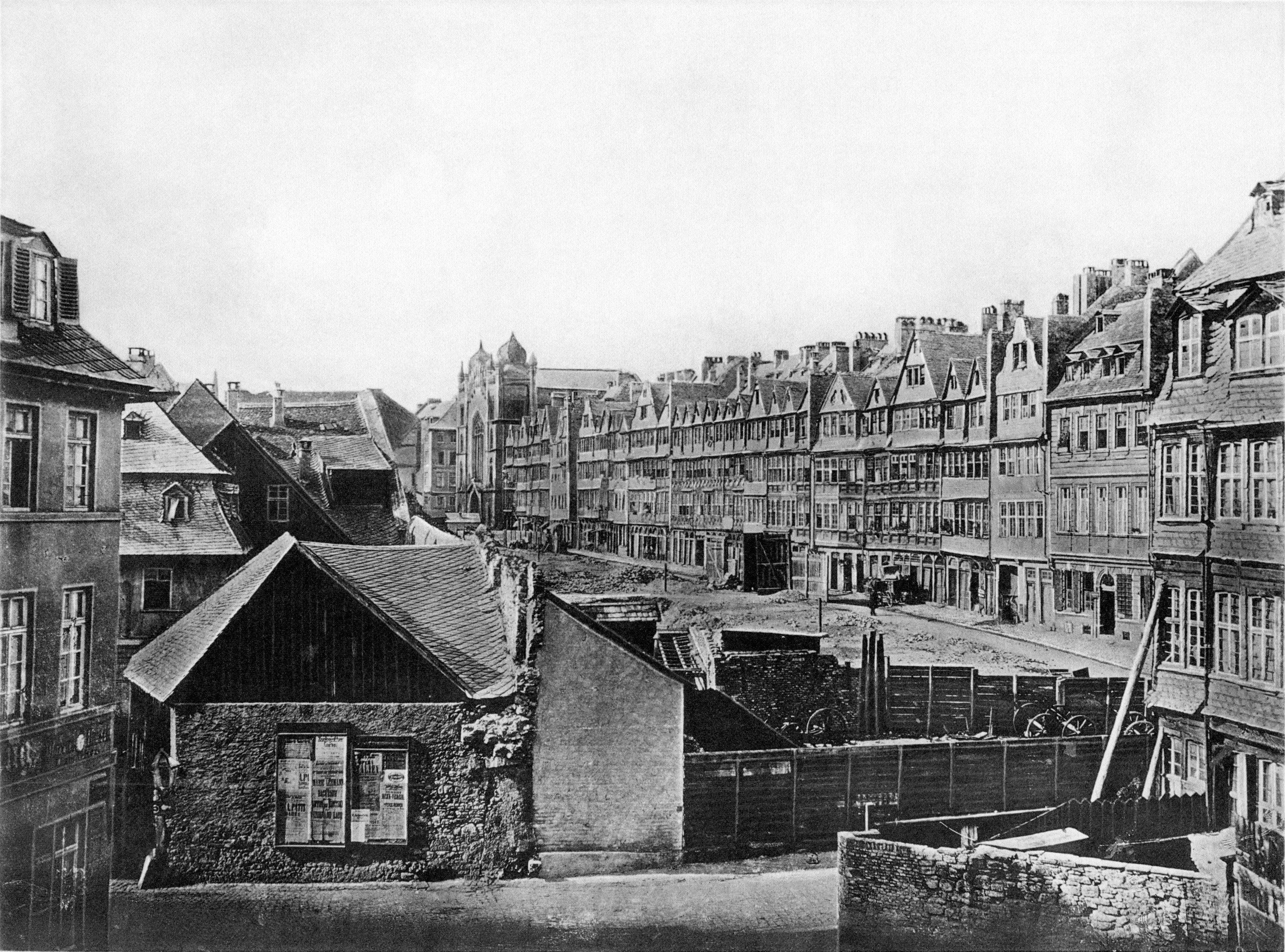
Südlicher Bereich der Judengasse, 1868. Die Häuser an der Ostseite (rechts) stehen noch, auf der Westseite sind sie weitgehend abgerissen.[2] Fotografie von Carl Friedrich Mylius.

### Neue Synagogen
1854 hatte die israelitische Gemeinde die alte Synagoge von 1711 abreißen und sie 1859/60 durch einen repräsentativen Neubau ersetzen lassen. Als neue Hauptsynagoge war sie das geistliche Zentrum des reformierten Flügels der Gemeinde. Die orthodoxen Mitglieder der jüdischen Gemeinde ließen 1882 am Judenmarkt eine eigene Synagoge errichten, die ab 1885 Börneplatzsynagoge genannt wurde. Nicht zuletzt wegen der Synagogen blieben die Judengasse und der Judenmarkt Zentren des jüdischen Lebens in Frankfurt.

Die neue Hauptsynagoge von 1860
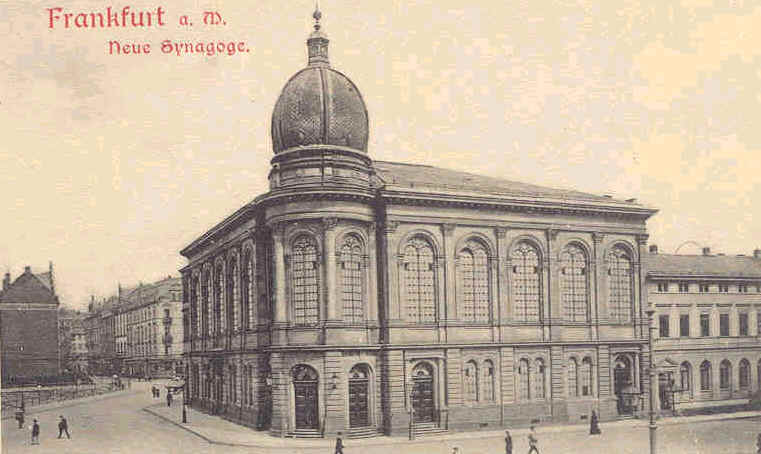
Die Börneplatzsynagoge, ca. 1890

### Umbenennung

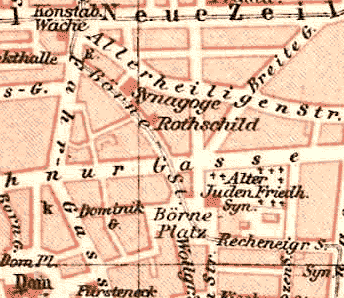
Die neuen Namen Börnestraße und Börneplatz im Stadtplan von 1893

1885 wurde die Judengasse zusammen mit ihrer nördlichen Fortsetzung, der Bornheimer Straße, in Börnestraße umbenannt. Zugleich wurde der Judenmarkt an ihrem Südende in Börneplatz umbenannt. Der Namensgeber Ludwig Börne (1786–1837) war einst in der Judengasse aufgewachsen.
Die Ehrung des Juden Ludwig Börne als Namensgeber wurde von den Nationalsozialisten abgeschafft. 1935, zwei Jahre nach der Machtergreifung, benannten sie die Börnestraße in Großer Wollgraben um und den Börneplatz in Dominikanerplatz (nach dem nahegelegenen Dominikanerkloster).

### Zerstörung
Während der Novemberpogrome von 1938 wurden die Hauptsynagoge, die Börneplatzsynagoge und die anderen Frankfurter Synagogen zerstört. Die Nationalsozialisten vertrieben, deportierten oder ermordeten fast alle Frankfurter Juden. Die ehemalige Judengasse wurde im Zweiten Weltkrieg bei den Luftangriffen auf Frankfurt vollständig zerstört.

## Überreste des Ghettos

### Heutige Straßen
Nach den Zerstörungen des Krieges wurde das Areal völlig neu gestaltet und überbaut. Auf den Wiederaufbau der Börnestraße verzichtete man. Stattdessen wurden von 1952 bis 1955 die Durchbrüche der Kurt-Schumacher-Straße und der Berliner Straße angelegt und Neubauten errichtet. Die breite Kurt-Schumacher-Straße schneidet in Nord-Süd-Richtung den ehemaligen Verlauf der Judengasse in spitzem Winkel und bedeckt dadurch einen großen Teil des früheren Ghettobezirks. Infolgedessen ist die Lage der früheren Judengasse im heutigen Straßenverlauf nur noch rudimentär erkennbar.
Die Nordhälfte der heutigen Straße An der Staufenmauer südlich der Konstablerwache entspricht dem nördlichen Ende der Börnestraße und vormaligen Judengasse. Hier ist auch der letzte erhaltene Rest der Mauer selbst zu sehen, auf deren Ostseite das Ghetto lag. Die Hauptsynagoge befand sich gegenüber der Einmündung der Allerheiligenstraße in die Kurt-Schumacher-Straße. An sie erinnert eine schwarze Granit-Gedenktafel auf der Rückseite von Haus Nr. 41. Seit April 2024 gibt es am Durchgang zur Kurt-Schumacher-Straße eine Informationstafel mit Informationen, Plänen und Fotografien zur Hauptsynagoge. An der 18 Meter hohen Außenwand desselben Gebäudes erinnert außerdem ein Wandbild mit einem abstrahierten Stadtgrundriss von 1861 an die Judengasse.

### Museum Judengasse

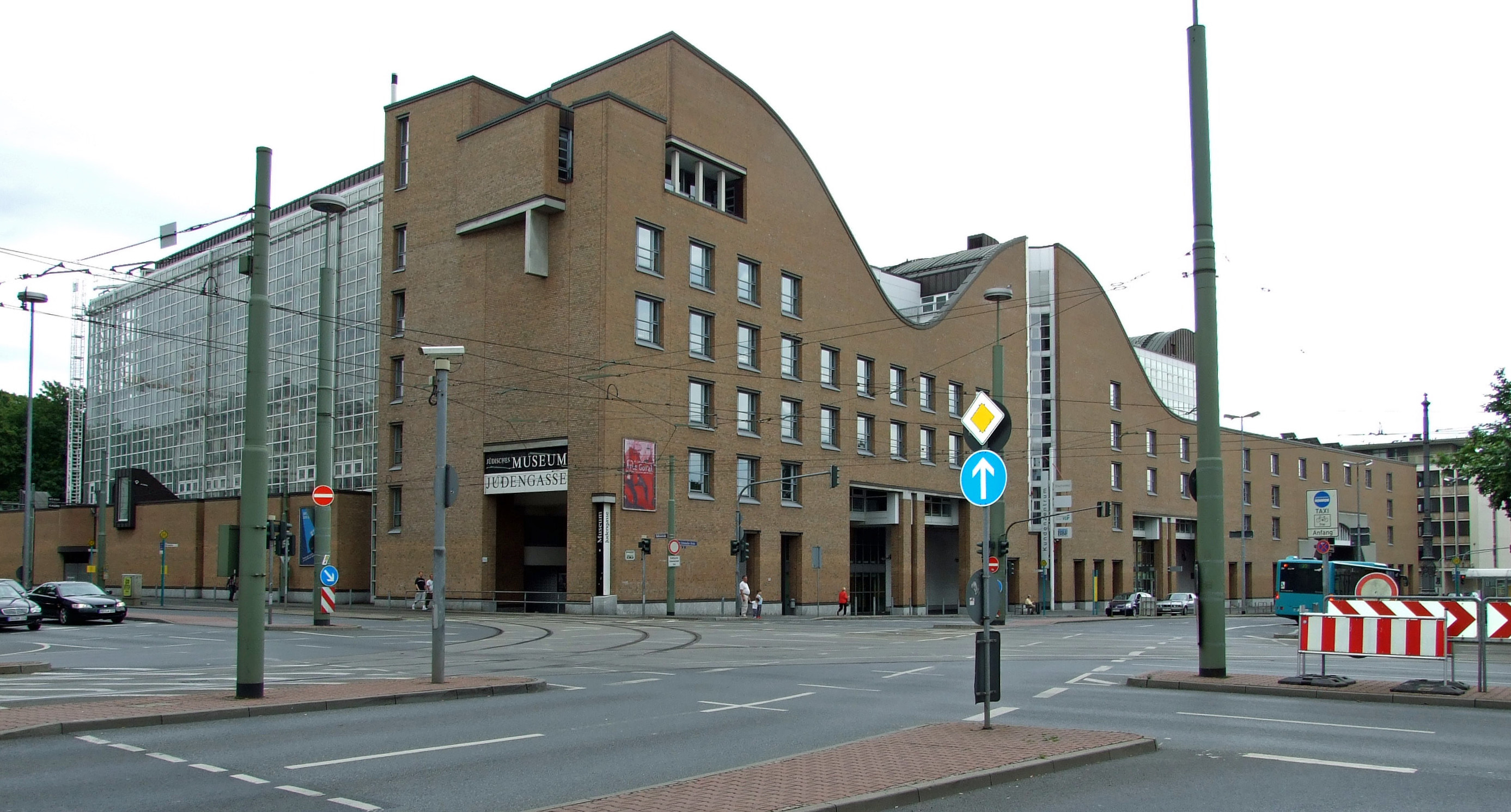
Das Verwaltungsgebäude, in dem sich das Museum Judengasse befindet

Die Fundamente von fünf Häusern am südlichen Ende der Judengasse liegen heute unter einem im Jahr 1990 fertiggestellten Verwaltungsgebäude. Sie sind im dort eingerichteten Museum Judengasse zugänglich.
Ende der 1980er Jahre wurde auf dem Börneplatz ein neues Verwaltungsgebäude für die Stadtwerke Frankfurt am Main gebaut. 1987 wurden in der Baugrube Reste einer Mikwe und Fundamente von Häusern der Judengasse freigelegt. Daraufhin entwickelte sich eine Debatte über den angemessenen Umgang mit diesen Überresten jüdischer Kultur (siehe Börneplatzkonflikt). Schließlich wurden einige Grundmauern und archäologische Zeugnisse gesichert und im neuen Museum Judengasse integriert, das sich im Untergeschoss des Verwaltungsgebäudes befindet. Das Museum Judengasse wurde 1992 eröffnet. Es ist eine Außenstelle des Jüdischen Museums Frankfurt.

### Der Jüdische Friedhof an der Battonnstraße

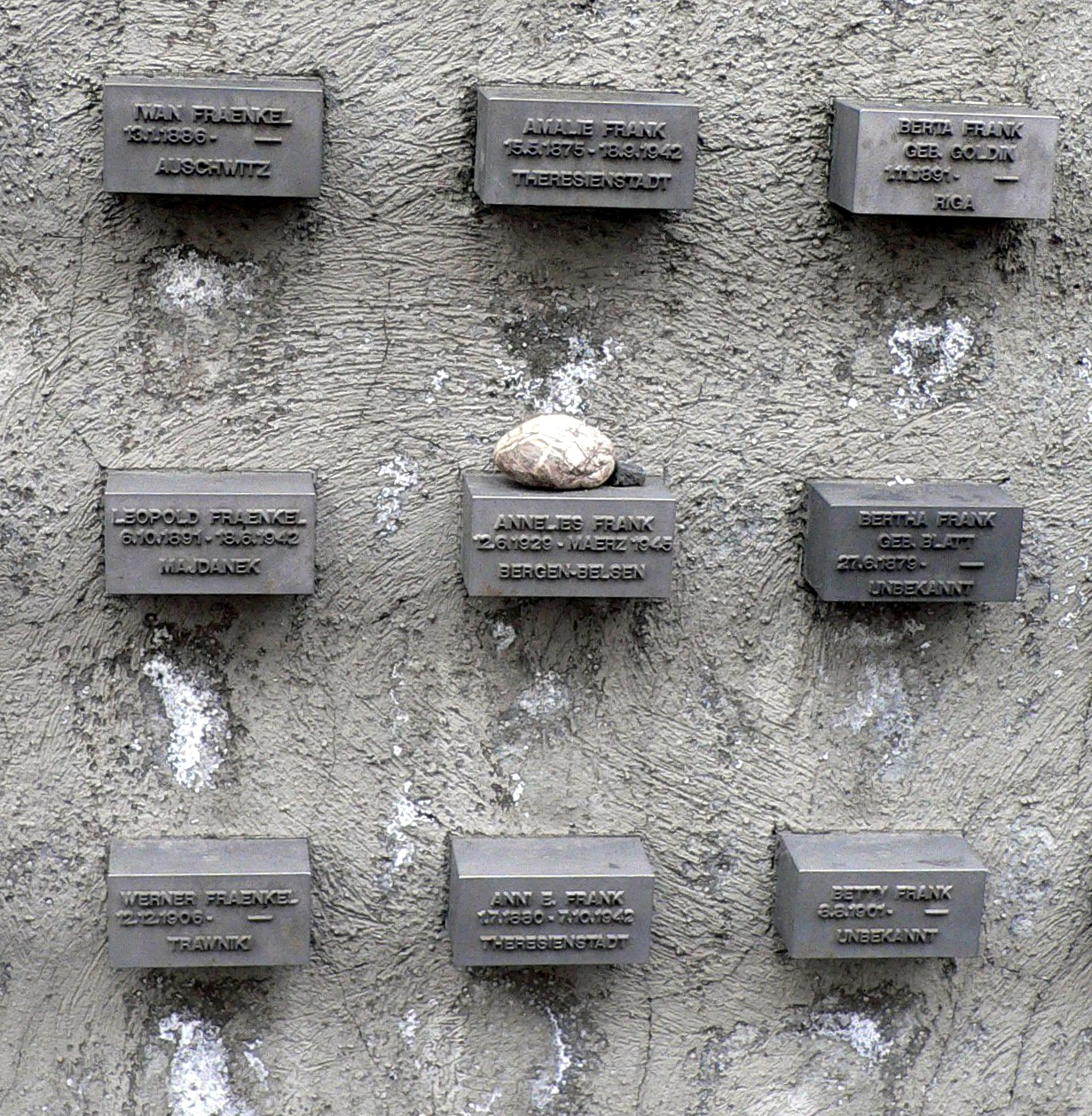
Gedenkblöcke in der Außenmauer des Jüdischen Friedhofs, in der Mitte der Gedenkblock für Anne Frank

Der 11.850 m² große alte jüdische Friedhof an der Battonnstraße kann als ein weiteres Zeugnis des Ghettos angesehen werden, diente er der jüdischen Gemeinde doch bis 1828 als Friedhof. Er wurde 1180 erstmals urkundlich erwähnt, der älteste erhaltene Grabstein stammt aus dem Jahr 1272. Damit ist der Friedhof an der Battonnstraße, nach dem Alten Jüdischen Friedhof in Worms, der zweitälteste jüdische Friedhof in Deutschland. Auch Mayer Amschel Rothschild wurde hier bestattet.
Die Außenmauer des Friedhofs gehört heute zur Gedenkstätte Neuer Börneplatz. Fast 12.000 Metallblöcke, die in die Mauer eingearbeitet wurden, geben die Namen und Lebensdaten von jüdischen Menschen aus Frankfurt an, die im Holocaust ihr Leben verloren.
Die 1938 zerstörte Börneplatzsynagoge stand neben der Friedhofsmauer. Der nicht überbaute Teil ihres Grundrisses ist in der Bodengestaltung der Gedenkstätte Neuer Börneplatz nachgebildet.

## Die Frankfurter Judengasse in der Literatur
In seiner Autobiographie Aus meinem Leben. Dichtung und Wahrheit beschrieb Johann Wolfgang von Goethe die Judengasse Mitte des 18. Jahrhunderts als äußerst drangvolles, düsteres Stadtquartier:

„Zu den ahnungsvollen Dingen, die den Knaben und auch wohl den Jüngling bedrängten, gehörte besonders der Zustand der Judenstadt, eigentlich die Judengasse genannt, weil sie kaum aus etwas mehr als einer einzigen Straße besteht, welche in frühen Zeiten zwischen Stadtmauer und Graben wie in einen Zwinger mochte eingeklemmt worden sein. Die Enge, der Schmutz, das Gewimmel, der Akzent einer unerfreulichen Sprache, alles zusammen machte den unangenehmsten Eindruck, wenn man auch nur am Tore vorbeigehend hineinsah.“

Ludwig Börne gab in seiner Schrift Die Juden in Frankfurt am Main von 1807 seine Eindrücke nach mehrjähriger Abwesenheit wieder. Er blickte in die dunklen Gänge in den Häusern:

„Das Herz pochte mir vor Erwartung als ich die finstere Behausung wiedersehen sollte, in der ich geboren war, die Wiege meiner Kindheit. […] Wenn man hineinsieht in die langen schmalen Gänge der Häuser, so findet das Auge kein Ziel und keinen Ruhepunkt. Da herrscht eine Dunkelheit, die wohl dienen kann zur Rückerinnerung an die zehen Plagen des Pharao, und ein Symbol abgibt von der Geisteskultur der Juden.“

Heinrich Heine beschrieb in seinem Romanfragment Der Rabbi von Bacherach, wie sich die Judengasse seit der Zeit um 1500 durch die enge Bebauung verändert hatte:

„Damals nämlich waren die Häuser des Judenviertels noch neu und nett, auch niedriger wie jetzt, indem erst späterhin die Juden, als sie in Frankfurt sich sehr vermehrten und doch ihr Quartier nicht erweitern durften, dort immer ein Stockwerk über das andere bauten, sardellenartig zusammenrückten und dadurch an Leib und Seele verkrüppelten. Der Teil des Judenquartiers, der nach dem großen Brande stehen geblieben und den man die Alte Gasse nennt, jene hohen schwarzen Häuser, wo ein grinsendes, feuchtes Volk umherschachert, ist ein schauderhaftes Denkmal des Mittelalters.“

1840 erwähnte Heine in seiner Denkschrift über Ludwig Börne eine abendliche Szene in der Judengasse, die er bei einem winterlichen Spaziergang mit Börne in den 1820er Jahren erlebt hatte. Auch nach der Aufhebung des Ghettozwangs prägten die jüdischen Bewohner das Leben in der Judengasse:

„Als wir denselben Abend wieder durch die Judengasse gingen und das Gespräch über die Insassen derselben wieder anknüpften, sprudelte die Quelle des Börneschen Geistes um so heiterer, da auch jene Straße, die am Tage einen düsteren Anblick gewährte, jetzt aufs fröhlichste illuminiert war, und die Kinder Israel an jenem Abend, wie mir mein Cicerone erklärte, ihr lustiges Lampenfest feierten.“